# ロベルト・ミヒェルス

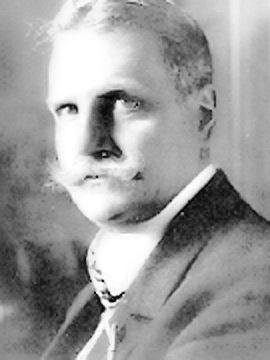
ロベルト・ミヒェルス

ロベルト・ミヒェルス（Robert Michels、1876年1月9日 - 1936年5月2日）は、ドイツ出身の社会学者・歴史学者。ロベルト・ミヘルスとも表記する。

## 経歴
ケルンのカトリック系大商人の家に生まれ、ベルリンのギムナジウムを卒業後、陸軍の士官として勤務。その後イギリスとフランスにて遊学し、ドイツに帰国後、ミュンヘン大学（経済学）・ライプツィヒ大学（歴史学）・ハレ大学（文学・哲学・歴史学）で学び、歴史学・経済学・哲学の博士号を取得した。
大学在学中より反国家主義・反君主制の思想に傾倒し、革命的社会主義運動に身を投じた。1902年にアウグスト・ベーベル率いるドイツ社会民主党 (SPD) に入党し、ヨーロッパ各国の社会主義政党を渡り歩いて様々な社会主義者と関係を保ち、SPDの党大会（3回）で正規の代議士として参加するほど、重要な社会主義の理論家とみなされるようになった。ミヒェルスは、この時期に各国社会主義政党と労働組合と交流を深める機会に恵まれたが、その一方で、議会における議席を拡大し、巨大化する政党が平等や民主主義を実現すると称して革命を声高に主張しながら政府の政策に妥協し、組織の維持・存続にばかりに気をとられている実態を目の当たりにする。理想に燃えていたミヒェルスは、やがてこのような社会主義政党のあり方に疑問を持ち、幻滅を覚えるようになった。後に、この時の経験をもとに、大衆政党に対する批判的な『現代民主主義における政党の社会学』（1911年）を著し、エリート論の主要な理論の一つとして知られる「寡頭制の鉄則」という社会集団における少数者支配の法則を打ち立てることになる。
SPD右派の議会主義的傾向を批判したミヒェルスは、SPD左派のカール・カウツキーやローザ・ルクセンブルクらとの関係を維持しながら、自らはサンディカリストとして活動するようになる。その後、1903年にはブリュッセル新大学（Université nouvelle de Bruxelles）講師、1907年にはトリノ大学経済学講師となってイタリアに活動拠点を移す。この間に、マックス・ヴェーバーとの交友を深め、1913年にはヴェーバーやヴェルナー・ゾンバルトらが主催する『社会科学および社会政策雑誌』における共同執筆・編集者となる。しかし、1914年8月の第一次世界大戦勃発によりヴェーバーとの関係は途切れた。
1914年にスイスのバーゼル大学経済学教授として招かれた。第1次世界大戦後は、ペルージャ大学とローマ大学の教授となり、死去までイタリアにとどまって社会思想史・社会主義運動史などの分野で精力的な研究活動を行った。1936年5月2日、ローマで死去（60歳）。

## 主著・論文
- イタリア社会主義運動におけるプロレタリアートとブルジョアジー（1908年）
- イタリアにおけるマルクス主義の歴史（1910年）
- 現代民主主義における政党の社会学－集団活動の寡頭制的傾向についての研究（1911年）
- イタリアにおける政治的潮流としての社会主義とファシズム（1925年）
- 社会科学としての社会学（1926年）
- イタリア社会主義運動史（1926年）
- ドイツ社会主義におけるサンディカリズム的傾向（1932年）